# Abbeville (Alabama)
Abbeville è una cittadina (2.987 abitanti al censimento del 2000) dell'Alabama (USA), capoluogo della contea di Henry. Il nome deriva dal vicino Abbie Creek. Fa parte dell'area metropolitana statistica di Dothan, e vi si trovano due scuole superiori, la Abbeville High School e la Abbeville Christian Academy. Ospita inoltre filiali della Croce Rossa e della organizzazione no profit Habitat for Humanity.
Abbeville fu fondata intorno alla fine del 1819, ed ebbe una grossa crescita residenziale in pochi anni, tanto che nel 1823 contava già un buon numero di abitanti. Divenne capoluogo di contea nel 1833.

## Geografia fisica
Abbeville si situa a 31°33'59" N, 85°15'5" O; L'U.S. Census Bureau certifica che Abbeville occupa un'area totale di 40,4 km², di cui 40,3 km² di terra e 0,1 km² di acqua.

## Società

### Evoluzione demografica
Al censimento del 2000, risultano 2.987 abitanti, 1.172 nuclei familiari e 787 famiglie residenti in città. La densità della popolazione è di 74.10 ab./km². Ci sono 1.353 alloggi con una densità di 33,6/km². La composizione etnica della città è 56,65% bianchi, 39,94% neri o afroamerican, 0,07% asiatici, 2,85% di altre razze, e 0,50% meticci. Il 3,52% della popolazione è ispanica.
Dei 1.172 nuclei familiari, il 27,2% ha figli di età inferiore ai 18 anni che vivono in casa, il 45,8% sono coppie sposate che vivono assieme, il 17,8% è composto da donne con marito assente, e il 32,8% sono non-famiglie. Il 30,8% di tutti i nuclei familiari è composto da singoli e il 17,4% da singoli con più di 65 anni di età. La dimensione media di un nucleo familiare è di 2,41 mentre la dimensione media di una famiglia è di 3,01.
La suddivisione della popolazione per fasce d'età è la seguente: 22,9% sotto i 18 anni, 8,4% dai 18 ai 24, 22,1% dai 25 ai 44, 22,8% dai 45 ai 64, e 23,8% oltre i 65 anni. L'età media è 42 anni. Per ogni 100 donne ci sono 82,6 uomini. Per ogni 100 donne sopra i 18 anni ci sono 78,2 uomini.
Il reddito medio di un nucleo familiare è di 23.266$, mentre per le famiglie è di 37.917$. Gli uomini hanno un reddito medio di 26.250$ contro i 20.603$ delle donne. Il reddito pro capite della città è di 17.215$. Il 17,2% della popolazione e il 21,5% delle famiglie è sotto la soglia di povertà. Sul totale della popolazione, il 21,1% dei minori di 18 anni e il 29,6% di chi ha più di 65 anni vive sotto la soglia di povertà.